# Ängelholms kommun
Ängelholms kommun är en kommun i Skåne län. Centralort är Ängelholm.

## Administrativ historik
Kommunens område motsvarar socknarna: Ausås, Barkåkra, Hjärnarp, Höja, Munka-Ljungby, Rebbelberga, Starby, Strövelstorp, Tåssjö, Tåstarp och Össjö. I dessa socknar bildades vid kommunreformen 1862 landskommuner med motsvarande namn. I området fanns även Ängelholms stad som 1863 bildade en stadskommun.
Skäldervikens municipalsamhälle inrättades 3 maj 1935 och upplöstes vid utgången av 1959. Munka-Ljungby municipalsamhälle inrättades 20 april 1945 och upplöstes vid utgången av 1961.
Vid kommunreformen 1952 bildades ett antal storkommuner i området: Ausås landskommun (av de tidigare kommunerna Ausås, Starby och Strövelstorp), Hjärnarps landskommun (av Hjärnarp och Tåstarp), Munka-Ljungby landskommun (av Munka-Ljungby och Tåssjö) samt Östra Ljungby landskommun (av Källna, Össjö och Östra Ljungby). Höja landskommun och Rebbelberga landskommun förenades samtidigt med Ängelholms stad medan Barkåkra landskommun förblev opåverkad.
Ängelholms kommun bildades vid kommunreformen 1971 av Ängelholms stad och landskommunerna Ausås, Barkåkra, Hjärnarp och Munka-Ljungby. 1974 införlivades en del ur den då upplösta Östra Ljungby kommun (Össjö).
Kommunen ingick från bildandet till 2001 i Ängelholms domsaga och kommunen ingår sedan 2001 i Helsingborgs domsaga.

## Geografi
Ängelholms kommun gränsar i norr till Laholms kommun i Hallands län och Båstads kommun i nordväst, Örkelljunga kommun i nordöst, Klippans och Åstorps kommuner i sydöst, samt Helsingborgs kommun i sydväst.

### Topografi och hydrografi
Genom kommunen rinner Rönne å och passerar centralorten innan den mynnar ut i Skälderviken i Kattegatt. På Hallandsåsen i kommunens nordöstra delar finns myrmark, och i närheten ligger Västersjön och Rössjön. Genom de södra delarna rinner Vege å.
Nedan presenteras andelen av den totala ytan 2020 i kommunen jämfört med riket.
|  | Bebyggelse (10,6 %) |

|  | Skog (38,9 %) |

|  | Öppen myrmark (0,8 %) |

|  | Jordbruksmark (44,2 %) |

|  | Övrig mark (5,4 %) |

|  | Bebyggelse (3,1 %) |

|  | Skog (68,0 %) |

|  | Öppen myrmark (7,2 %) |

|  | Jordbruksmark (7,4 %) |

|  | Övrig mark (14,3 %) |

### Naturskydd

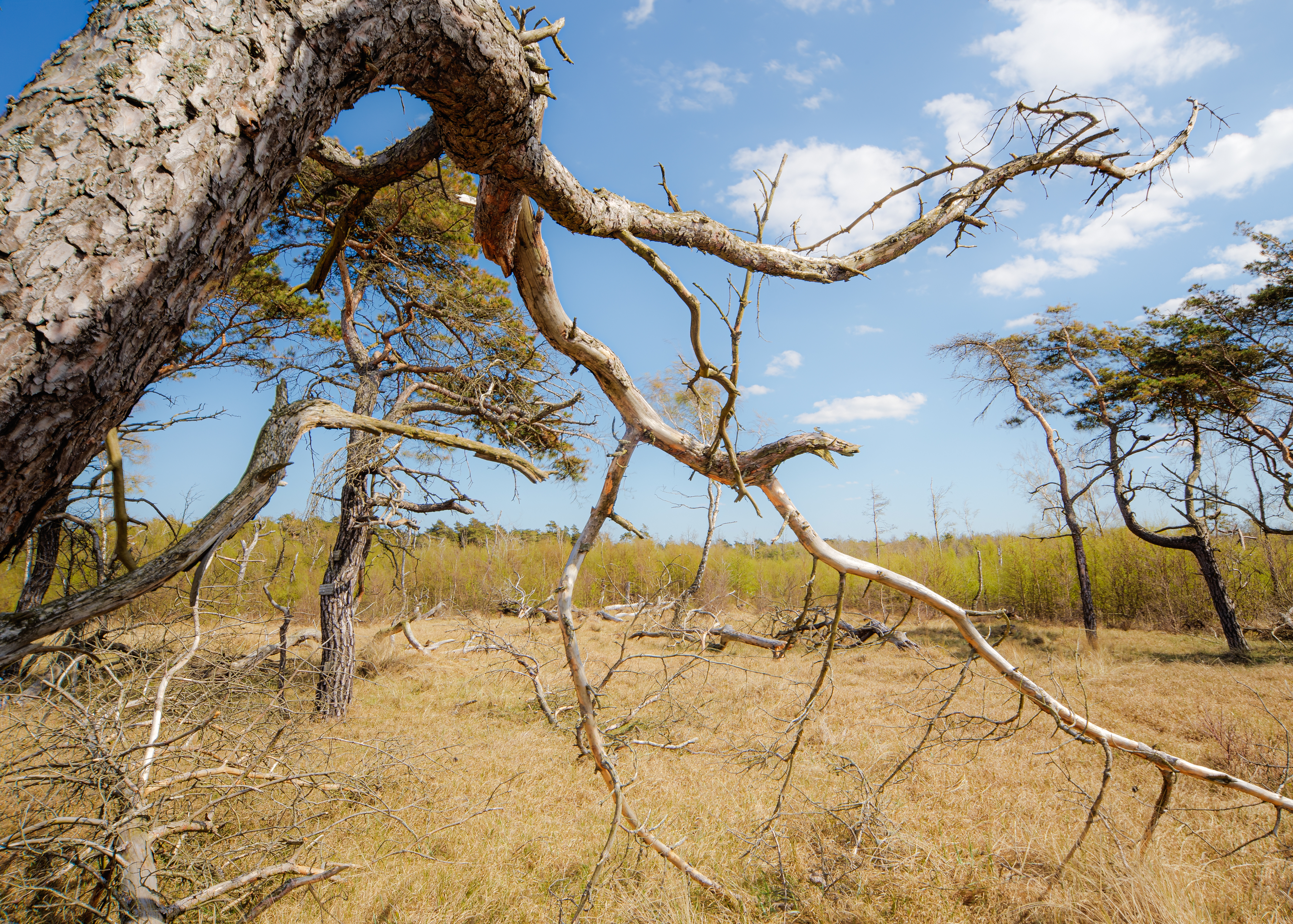
Strandnära natur i Ängelholms strandskog

Det fanns fem naturreservat i kommunen 2022. Magnarps strandmarker blev 2016 det första kommunala reservatet i kommunen med syfter att "bevara och utveckla den biologiska mångfalden samt natur- och friluftsvärden i strandmiljön". Hålebäckseröd är beläget på Hallandsåsen och domineras av bokskog men innefattar även barrskog, lövskog, åker och betesmark.
I reservatet Ängelholms strandskog finns det enda sammanhängande dynlandskapet i nordvästra Skåne. I närheten av Tåsarp ligger naturreservatet Prästängen. Området består av lerslätt och visar hur dessa områden kunde se ut under början av 1800-talet. På Hallandsåsen, norr om Västersjön, ligger Djuraholmamossen med "högmossar, öppna svagt välvda mossar, fattiga och intermediära kärr och gungflyn samt skogbevuxen myr".

### Administrativ indelning
Fram till 2016 var kommunen för befolkningsrapportering indelad i fem församlingar – Barkåkra, Hjärnarp-Tåstarp, Munka Ljungby, Strövelstorp och Ängelholm.

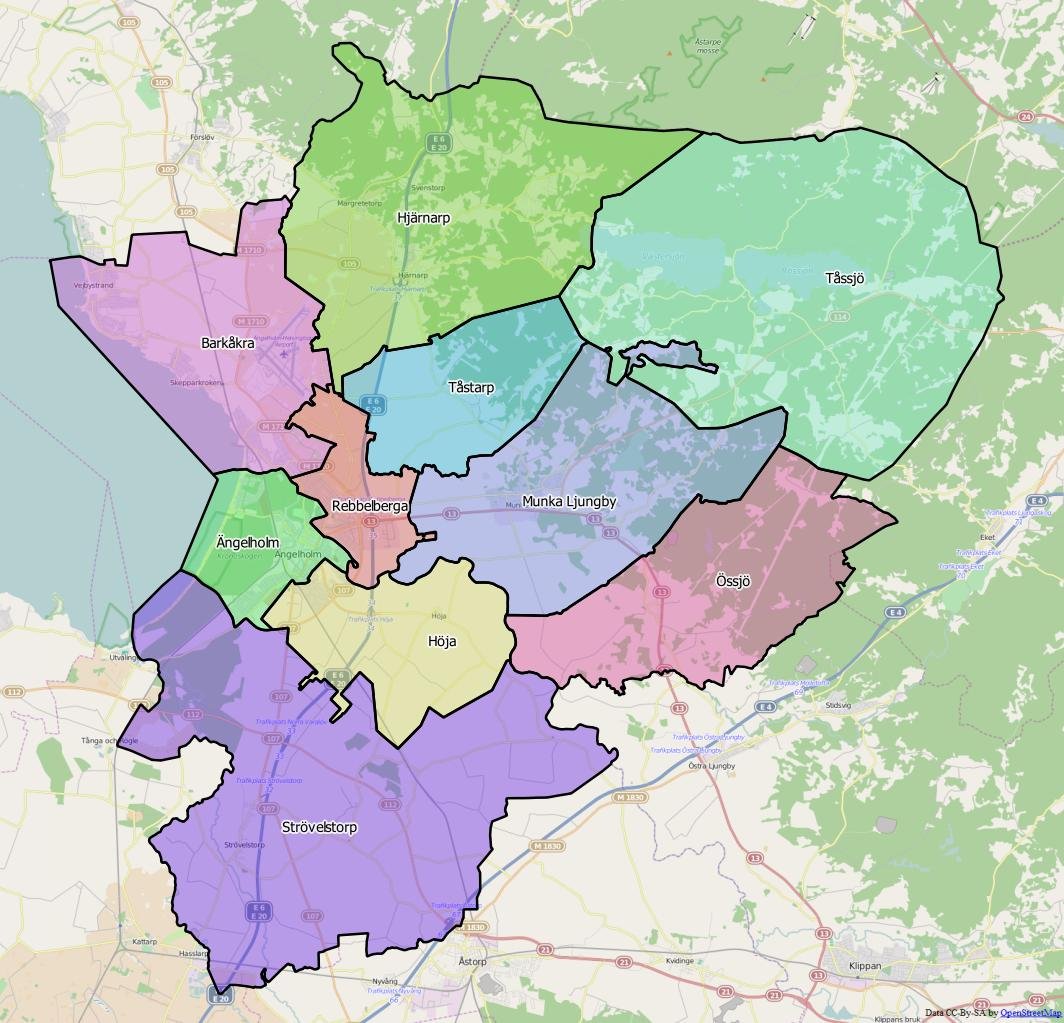
Distrikt inom Ängelholms kommun

Från 2016 indelas kommunen istället i 10 distrikt – Barkåkra, Hjärnarp, Höja, Munka Ljungby, Rebbelberga, Strövelstorp, Tåssjö, Tåstarp, Ängelholm och Össjö.  

### Tätorter
Det finns 11 tätorter i Ängelholms kommun.
I tabellen presenteras tätorterna i storleksordning per den 31 december 2015. Centralorten är i fet stil.
| Nr | Tätort              | Befolkning |
| -- | ------------------- | ---------- |
| 1  | Ängelholm (del av*) | 27 169     |
| 2  | Munka-Ljungby       | 3 148      |
| 3  | Strövelstorp        | 1 207      |
| 4  | Hjärnarp            | 1 095      |
| 5  | Lerbäckshult        | 587        |
| 6  | Havsbaden           | 521        |
| 7  | Margretetorp        | 255        |
| 8  | Svenstorp           | 252        |
| 9  | Össjö               | 223        |
| 10 | Tåstarp             | 221        |
| 11 | Åstorp (del av*)    | 8          |

* En mindre del av tätorten Ängelholm tillhör Båstads kommun.
* Större delen av tätorten Åstorp tillhör Åstorps kommun.

## Styre och politik

### Styre
Mandatperioden 2010–2014 styrdes kommunen av Alliansen, vilka samlade 28 av 51 mandat i kommunfullmäktige.
Efter valet 2014 skedde ett maktskifte genom ett valtekniskt samarbete mellan Socialdemokraterna, Engelholmspartiet, Miljöpartiet och Folkpartiet. Mandatperioden blev turbulent för minoritetskoalitionen eftersom avhopp, politiska vildar och en nedröstad budget försvagade kommunstyret. Dessutom lämnade två partier samarbetet med Socialdemokraterna. Ett extra möte i kommunfullmäktige hölls i januari 2018 där frågan om maktskifte aktualiserades. Under mötet beslutades dock att det sittande styret fick sitta kvar.
Efter valet 2018 blev det återigen ett maktskifte när Alliansen gick samman med Miljöpartiet i en blågrön koalition. Mandatperioden 2022–2026 styrs kommunen av en minoritetskoalition bestående av Alliansen. Kommunstyrelsens ordförande Robin Holmberg (M) sa efter att det nya styret presenterats att "Det är en lite ny situation. Vi provar oss fram, med ödmjukhet".

### Kommunfullmäktige

#### Presidium
| Presidium 2022–2026    | Presidium 2022–2026 | Presidium 2022–2026  |
| ---------------------- | ------------------- | -------------------- |
| Ordförande             | M                   | Elisabeth Kullenberg |
| Förste vice ordförande | M                   | Ola Carlsson         |
| Andre vice ordförande  | S                   | Åsa Larsson          |

Källa:

#### Mandatfördelning 1970–2022
| 19 | 13 | 6 |  | 10 |

| 44 |

| 17 | 3 | 15 | 3 |  | 10 |

| 39 | 10 |

| 15 | 4 | 15 | 4 |  | 10 |

| 37 | 12 |

| 16 | 3 | 11 | 4 |  | 14 |

| 33 | 16 |

|  | 16 | 2 | 10 | 2 |  | 17 |

| 33 | 16 |

| 17 |  | 9 | 6 | 17 |

| 34 | 17 |

| 17 | 4 | 9 | 4 | 17 |

| 32 | 19 |

| 13 |  |  | 9 | 4 | 4 | 17 |

| 36 | 15 |

| 18 | 4 | 7 | 3 |  | 17 |

| 32 | 19 |

|  | 13 |  | 9 |  | 4 | 19 |

| 31 | 20 |

|  | 15 |  | 6 | 4 | 4 | 18 |

| 30 | 21 |

|  | 13 |  |  |  | 4 |  | 4 | 21 |

| 30 | 21 |

| 13 |  | 4 | 4 | 4 |  |  | 20 |

| 30 | 21 |

| 16 |  | 6 | 6 | 4 |  |  | 13 |

| 31 | 20 |

|  | 12 |  | 3 | 9 | 4 | 3 |  | 15 |

| 27 | 24 |

|  | 14 |  |  | 9 | 3 |  | 3 | 15 |

| 30 | 21 |

### Nämnder

#### Kommunstyrelse
| Presidium 2022–2026    | Presidium 2022–2026 | Presidium 2022–2026 |
| ---------------------- | ------------------- | ------------------- |
| Ordförande             | M                   | Robin Holmberg      |
| Förste vice ordförande | C                   | Liss Böcker         |
| Andre vice ordförande  | S                   | Lars Nyander        |

Källa:

#### Lista över kommunstyrelsens ordförande
| Namn | Namn           | Från | Till | Politisk tillhörighet |
| ---- | -------------- | ---- | ---- | --------------------- |
|      | Else Ekblom    | 1991 | 2001 | Moderaterna           |
|      | Hans Wallmark  | 2001 | 2006 | Moderaterna           |
|      | Åsa Herbst     | 2006 | 2014 | Moderaterna           |
|      | Robin Holmberg | 2014 | 2014 | Moderaterna           |
|      | Lars Nyander   | 2014 | 2018 | Socialdemokraterna    |
|      | Robin Holmberg | 2018 |      | Moderaterna           |

#### Övriga nämnder
| Nämnd                                 | Ordförande | Ordförande            | Vice ordförande | Vice ordförande            | Andre vice ordförande | Andre vice ordförande |
| ------------------------------------- | ---------- | --------------------- | --------------- | -------------------------- | --------------------- | --------------------- |
| Arbetsmarknadsnämnden                 | M          | Karl-Erik Asp         | L               | Sonny Rosén                | S                     | Malin Kardell         |
| Familje- och utbildningsnämnden       | M          | Sven-Ingvar Borgquist | C               | Rasmus Waak Brunkestam     | S                     | Jessica Klingvall     |
| Miljö- och tillståndsnämnden          | M          | Anders Davidsson      | C               | Staffan Broddesson         | S                     | Ale Holm              |
| Nämnden för kultur, idrott och fritid | M          | Christina Hanstål     | L               | Charlotte Engblom Carlsson | S                     | Kristina Coloka       |
| Nämnden för omsorg och stöd           | M          | Ingela Sylwander      | KD              | Peter Storgaard            | S                     | David Bergman         |
| Samhällsbyggnadsnämnden               | M          | Tomas Fjellner        | C               | Hans-Åke Jönsson           | S                     | Magnus Thor Jonsson   |
| Valnämnden                            | M          | Cornelis Huisman      | KD              | Jan-Eric Andersson         | S                     | Susanne Jönsson       |
| Överförmyndarnämnden                  | L          | Sonny Rosén           | M               | Hannes Pettersson          | S                     | Egon Yngvesson        |

Källa:

### Internationella relationer
Kommunen har ett antal internationella samarbeten i syftet att höja den interna kunskapen och kompetensen i kommunen samt att sprida kommunens "goda exempel till omvärlden". Bland dessa samarbeten finns till exempel EU-projekt och projektet Agila Ängelholm. Därtill har kommunen vänortssamarbete med tre orter, Höje-Tåstrup i Danmark, Dobele i Lettland och Kamen i Tyskland.

## Ekonomi och infrastruktur

### Näringsliv
I början av 2020-talet dominerades det lokala näringslivet av privata och offentliga tjänstenäringar. Bland större offentliga arbetsgivare hittas kommunen, Ängelholms sjukhus och Banskolan. Sedan gammalt är centralorten Ängelholm en betydande handelsstad med ett antal större grossistföretag. Omkring nio procent av kommunens arbetstillfällen fanns i början av 2020-talet inom tillverkningsindustrin, som representerades av bland annat en väl utvecklad plastindustri. Bland företag inom denna bransch hittades HemoCue AB (diagnostester). Andra tillverkningsföretag var bland annat biltillverkaren Koenigsegg Automotive AB. Av betydelse för det lokala näringslivet var Ängelholms flygplats.

### Infrastruktur

#### Transporter
Kommunen genomkorsas från söder till norr av Europaväg 6/20. Europaväg 4 passerar en sträcka i kommunens sydöstra hörn. Genom kommunen går även riksväg 13 samt länsvägarna 105, 107, 112 och 114. Kommunen genomkorsas också av  järnvägarna Göteborg–Malmö och Ängelholm–Åstorp. Norr om centralorten finns Ängelholms flygplats.

#### Utbildning
Det finns 17 grundskolor i kommunen varav 14 är kommunala grundskolor i kommunen (2022). Ängelholms gymnasieskola är det kommunala gymnasiet och utgörs av Rönnegymnasiet, Valhall College och Viktoriagymnasiet. Vidare ligger Trafikverksskolan, driven av Trafikverket, i Ängelholm. I Munka-Ljungby finns Munka folkhögskola.

#### Internet
År 1996 blev Ängelholms kommun först i Sverige med att erbjuda bredband till sina invånare. Det kommunala bolaget ÄKTV (Ängelholms Kabel-TV AB) erbjöd uppkoppling via kabel-tv-modem till sina 7 000 kunder. Under det första året tackade ett hundratal hushåll ja till erbjudandet och kunde koppla upp sig mot en avgift på 295 kronor i månaden. Bolaget erbjöd kunderna kabel-tv-modem på 500 kbit/s vilket innebar nästan 17 gånger snabbare uppkopplingshastighet än de uppringda modemen som användes tidigare och som nådde hastigheter på runt 30 kbit/s.

## Befolkning

### Befolkningsutveckling
Kommunen har 45 110 invånare (31 december 2024), vilket placerar den på 60:e plats avseende folkmängd bland Sveriges kommuner.
| Befolkningsutvecklingen i Ängelholms kommun 1970–2020 | Befolkningsutvecklingen i Ängelholms kommun 1970–2020 | Befolkningsutvecklingen i Ängelholms kommun 1970–2020 | Befolkningsutvecklingen i Ängelholms kommun 1970–2020 | Befolkningsutvecklingen i Ängelholms kommun 1970–2020 |
| ----------------------------------------------------- | ----------------------------------------------------- | ----------------------------------------------------- | ----------------------------------------------------- | ----------------------------------------------------- |
|                                                       |                                                       |                                                       |                                                       |                                                       |
| År                                                    |                                                       |                                                       | Folkmängd                                             |                                                       |
| 1970                                                  | 1970                                                  |                                                       | 26 009                                                |                                                       |
| 1975                                                  | 1975                                                  |                                                       | 28 173                                                |                                                       |
| 1980                                                  | 1980                                                  |                                                       | 29 813                                                |                                                       |
| 1985                                                  | 1985                                                  |                                                       | 31 477                                                |                                                       |
| 1990                                                  | 1990                                                  |                                                       | 34 149                                                |                                                       |
| 1995                                                  | 1995                                                  |                                                       | 36 491                                                |                                                       |
| 2000                                                  | 2000                                                  |                                                       | 37 312                                                |                                                       |
| 2005                                                  | 2005                                                  |                                                       | 38 347                                                |                                                       |
| 2010                                                  | 2010                                                  |                                                       | 39 394                                                |                                                       |
| 2015                                                  | 2015                                                  |                                                       | 40 732                                                |                                                       |
| 2020                                                  | 2020                                                  |                                                       | 42 910                                                |                                                       |

## Kultur

### Kulturarv
En av kommunens större fornminnen är Gravfältet vid Össjö. Det är beläget på ett åskrön med betesmark en kilometer sydost om Össjö kyrka. På gravfältet finns två domarringar, en närmast rektangulär stensättning, fem resta stenar och sex klumpformiga stenar. Den ena domarringen är 18 meter i diameter och består av 12 (ursprungligen 13) liggande klumpformiga och upp till 1,4 meter höga stenblock. Den andra domarringen är skadad och består numer av 11 stenar.

### Kommunsymboler

#### Kommunvapen

Barkåkra landskommun (1963–1970)

Blasonering: I blått fält två korslagda laxar av silver under en krona av guld och däröver en kerub av silver.
Vapnet fastställdes av Kungl. Maj:t för Ängelholms stad 1934 och går tillbaka på ett sigill från 1693. Ängeln står för ortnamnet och fiskarna för laxfisket. Efter kommunbildningen upphörde Barkåkras vapen och överlämnades till församlingen. För den nya kommunen registrerades det gamla stadsvapnet i PRV år 1975.

#### Kommunfågel

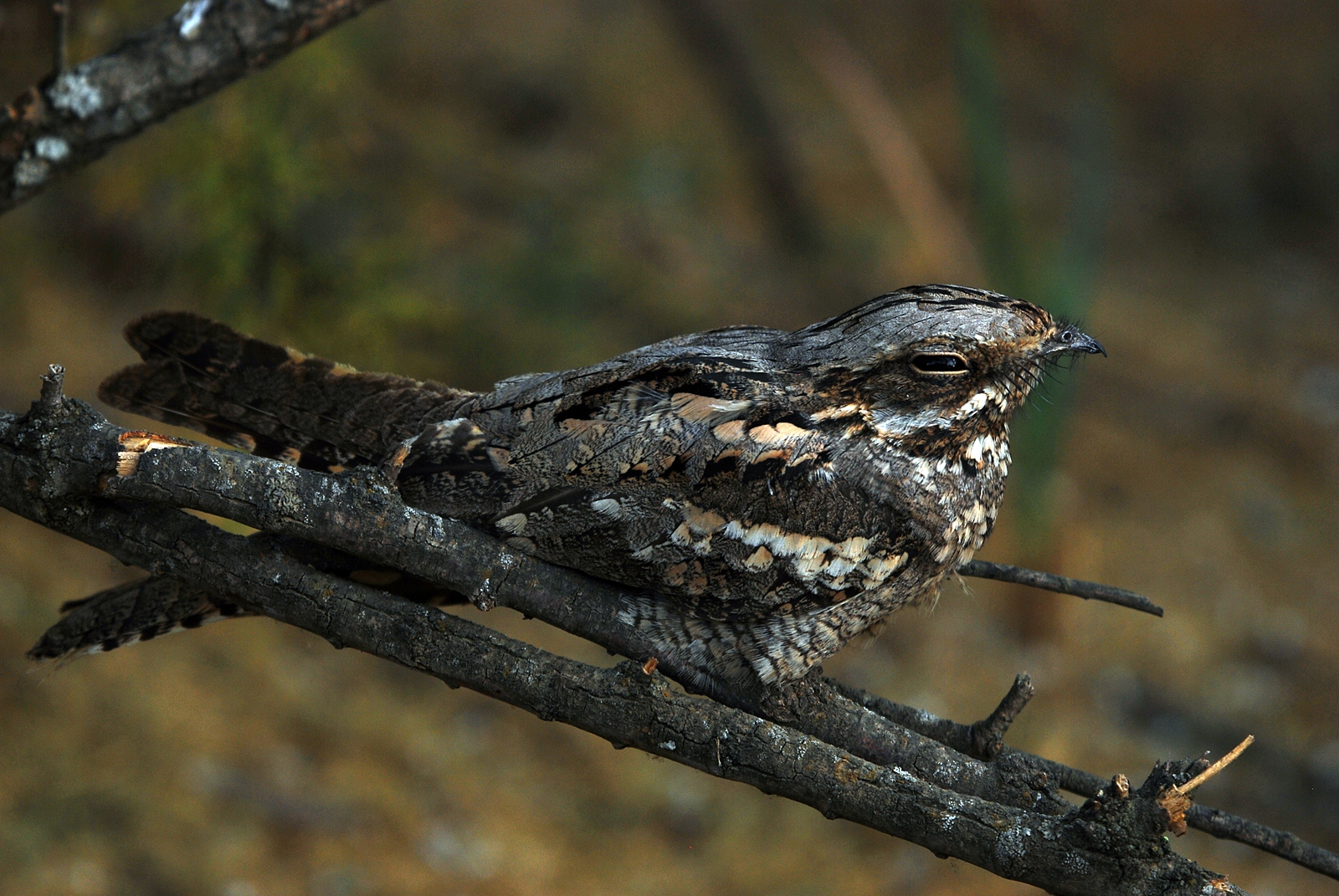
Nattskärran är Ängelholms kommunfågel.

Nattskärran är Ängelholms kommunfågel
Ängelholms kommun använder lergöken som turistsymbol.